# Michael Rösele
Michael Rösele (* 7. Oktober 1974 in Augsburg) ist ein ehemaliger deutscher Fußballspieler.

## Karriere
Im Jahr 1992 gewann Rösele mit dem FC Augsburg, gemeinsam mit Harald Gfreiter und Thomas Tuchel, den DFB-Jugend-Kicker-Pokal gegen Eintracht Braunschweig im Elfmeterschießen, wobei er einen Elfmeter verwandelte. Anschließend wechselte Rösele in die erste Mannschaft und spielte in der Bayernliga, der damaligen 3. Liga. Zudem wurde er für den FC Augsburg in einem DFB-Pokalspiel eingesetzt.
Seine Profi-Laufbahn begann Rösele dann beim 1. FC Köln in der Fußball-Bundesliga. In seinem ersten Profijahr wurde er zweimal eingesetzt. Sein Debüt hatte er am 10. Juni 1995, dem 33. Spieltag, beim 3:3 gegen Bayer 04 Leverkusen, als er in der 58. Spielminute für Horst Heldt eingewechselt wurde. Sein erstes Tor für den Verein erzielte Rösele in der 1. Runde des DFB-Pokals, bei der 3:1-Niederlage gegen den SSV Ulm 1846, am 15. August 1997.
Er stand am 23. August 1997, dem 4. Spieltag gegen Borussia Mönchengladbach zum ersten Mal in der Startelf, wurde aber zur Halbzeit durch Pablo Thiam ersetzt. Das erste Spiel über die vollen 90 Minuten absolvierte Rösele am 14. Oktober 1997 gegen den FC Schalke 04, dass mit 2:0 verloren ging. Sein erstes Bundesligator schoss Rösele, am 4. Oktober 1997, beim 2:1-Erfolg gegen Hansa Rostock. Michael Rösele schoss sein letztes Bundesligator beim 4:2-Erfolg am 26. Oktober 1997 gegen den VfB Stuttgart. Dabei wurde er in der 66. Spielminute für Ion Vlădoiu eingewechselt und traf eine Minute später zum zwischenzeitlichen 4:1. In der Spielzeit 1997/98 stieg der 1. FC Köln in die 2. Fußball-Bundesliga ab. Rösele absolvierte insgesamt 30 Bundesligaspiele und traf dabei zwei Mal das Tor. In den beiden darauffolgenden Spielzeiten absolvierte Rösele 36 Zweitligaspiele und erzielte dabei 4 Tore, konnte sich aber auch nicht in der 2. Fußball-Bundesliga als Stammspieler etablieren. Zudem wurde er in insgesamt drei DFB-Pokalspielen für die Geißböcke eingesetzt.
Anschließend wechselte Michael Rösele zur Saison 2000/01 nach LR Ahlen und bestritt sein erstes Spiel am 8. Spieltag, dem 14. Oktober 2000, gegen Arminia Bielefeld. Sein letztes Spiel für den Verein absolvierte er am 28. April 2002 gegen Eintracht Frankfurt. Für LR Ahlen lief er in der 2. Bundesliga 28 mal auf und einmal im DFB-Pokal, ohne einen Torerfolg.
Nach zweijähriger Vertragslaufzeit, wechselte Rösele ablösefrei in die Oberliga Nordrhein zum Fußball-Regionalliga-Absteiger Fortuna Düsseldorf für zwei Jahre. In der ersten Spielzeit wurde ein einstelliger Tabellenplatz erzielt. Im Jahr darauf stieg die Fortuna als Tabellenzweiter in die Regionalliga auf, da SSVg Velbert als Tabellenerster keine Lizenz für die Regionalliga Nord beantragte. Anschließend beendet Michael Rösele seine Laufbahn als Profifußballer.

## Erfolge
- 1993: Deutscher A-Junioren Meister (mit dem FC Augsburg)
- 1992: DFB-Jugend-Kicker-Pokal-Gewinner (mit dem FC Augsburg)
- 2000: Aufstieg in die Fußball-Bundesliga (mit dem 1. FC Köln)
- 2002: Aufstieg in die Fußball-Regionalliga (mit Fortuna Düsseldorf)